# George Andrews (giocatore di football americano)
George Eldon Andrews II (Omaha, 28 novembre 1955) è un ex giocatore di football americano statunitense che ha militato nel ruolo di linebacker nella National Football League (NFL).

## Carriera
Al college Andrews giocò a football a Nebraska, venendo premiato come All-American. 
Fu scelto dai Los Angeles Rams nel corso del primo giro (diciannovesimo assoluto) del Draft NFL 1979.
Nella sua stagione da rookie giocò principalmente negli special team, raggiungendo il Super Bowl XIV, perso contro i Pittsburgh Steelers. 
Nel 1984, la sua ultima stagione in cui disputò gare ufficiali, ebbe un primato in carriera di 6 sack, portando Bill Bain a definirlo "il Lawrence Taylor bianco". 
Nel 1985 si infortunò a un ginocchio durante il training camp, perdendo tutta l'annata. Fu svincolato dai Rams il 25 agosto 1986.

## Palmarès
- National Football Conference Championship: 1

Los Angeles Rams: 1979